# Moderne vijfkamp op de Olympische Zomerspelen 1948
De moderne vijfkamp is een van de sporten die beoefend werden tijdens de Olympische Zomerspelen 1948 in Londen.

## Heren

### Individueel
| rang   | sporter           | land | Paardensport | Schermen | Schieten | Zwemmen | Atletiek | totaal |
| ------ | ----------------- | ---- | ------------ | -------- | -------- | ------- | -------- | ------ |
| Goud   | William Grut      | SWE  | 1            | 1        | 5        | 1       | 8        | 16     |
| Zilver | George Moore      | USA  | 2            | 3        | 21       | 17      | 4        | 47     |
| Brons  | Gösta Gärdin      | SWE  | 6            | 17       | 10       | 11      | 5        | 49     |
| 4      | Lauri Vilkko      | FIN  | 17           | 38       | 4        | 3       | 2        | 64     |
| 5      | Olavi Larkas      | FIN  | 26           | 3        | 7        | 19      | 16       | 71     |
| 6      | Hugo Riem         | SUI  | 19           | 9        | 1        | 36      | 9        | 74     |
| 7      | Fritz Hegner      | SUI  | 7            | 6        | 24       | 13      | 29       | 79     |
| 8      | Richard Gruenther | USA  | 24           | 13       | 13       | 12      | 19       | 81     |